# نیه‌لامر
نیجلامر (به هلندی: Nijelamer) یک منطقهٔ مسکونی در هلند است که در وست‌استلینگ‌ورف واقع شده‌است. نیجلامر ۱۵۳ نفر جمعیت دارد.